# Roads to Judah
Roads to Judah é o álbum de estreia da banda americana de blackgaze Deafheaven. O álbum foi lançado pela Deathwish Inc. em 26 de abril de 2011. Roads to Judah foi gravado em quatro dias, entre dezembro de 2010 e janeiro de 2011.

## Sobre
O título do álbum é uma referência à N Judah, uma das linhas mais movimentadas do sistema de transporte de São Francisco. Liricamente, o álbum aborda o abuso de substâncias do vocalista George Clarke.

## Recepção
Roads to Judah foi recebido em maioria com críticas positivas. Shane Mehling, da Decibel, deu ao álbum uma nota oito de dez e o elogiou por expandir os limites do black metal. Ele escreveu que "Essa banda produz um black metal longo e incrivelmente bonito que, exceto pelos gritos enterrados do vocalista, não possui uma gota de maldade ou malícia perceptível" e que o Deafheaven "está, com certeza, fazendo muito mais pelo gênero do que o mais recente grupo de adoradores do Darkthrone usando braceletes com espinhos". Graham Scala, da RVA Magazine, escreveu que as músicas do Deafheaven são "todas uma série de transições graciosas e mudanças dinâmicas no timbre, em vez de maratonas de blast beats ou uma sucessão de efeitos sonoros exagerados. Essa é uma distinção que não apenas os separa da maioria de seus contemporâneos, mas também forneceu a base para um lançamento memorável e envolvente." No entanto, Alex Deller, da Rock Sound, deu ao álbum uma nota seis de dez, afirmando que a mistura de black metal e shoegaze feita pelo Deafheaven 
não era "uma proposta inteiramente nova" e comparou o álbum à música da banda Liturgy.

## Elogios
| Publicação    | País | Elogio                              | Posição |
| ------------- | ---- | ----------------------------------- | ------- |
| The A.V. Club | EUA  | Top 15 da Loud de 2011              | 12      |
| Decibel       | EUA  | Top 40 Álbuns Extremos de 2011      | 36      |
| MSN           | EUA  | Top 50 Álbuns de 2011               | 17      |
| NPR           | EUA  | Os Melhores Álbuns de Metal de 2011 | 6       |
| Pitchfork     | EUA  | Top 40 Álbuns de Metal de 2011      | 22      |

| Críticas profissionais | Críticas profissionais |
| Avaliações da crítica  | Avaliações da crítica  |
| Fonte                  | Avaliação              |
| ---------------------- | ---------------------- |
| Decibel                | 8/10                   |
| Metal Storm            | 9.3/10                 |
| Rock Sound             | 6/10                   |
| RVA                    | Positive               |

## Lista de faixas
Todas as faixas escritas e compostas por Deafheaven. 
| N.º | Título            | Duração |  |
| 1.  | "Violet"          | 12:19   |  |
| 2.  | "Language Games"  | 6:46    |  |
| 3.  | "Unrequited"      | 9:31    |  |
| 4.  | "Tunnel of Trees" | 9:45    |  |

## Ficha técnica
Adaptado das notas de encarte do álbum.
Deafheaven
- Nick Bassett – guitarra
- George Clarke – vocais
- Trevor Deschryver – bateria
- Kerry McCoy – guitarra
- Derek Prine – baixo

Production
- Jack Shirley – produção, engenharia, mixagem, masterização
- Deafheaven – produção

Artwork
- R. Sawyer – arte da capa, arte do encarte
- N. Steinhardt – package design